# Прагсдорф
Прагсдорф (нім. Pragsdorf) — громада в Німеччині, розташована в землі Мекленбург-Передня Померанія. Входить до складу району Мекленбургіше-Зенплатте. Складова частина об'єднання громад Штаргардер-Ланд.
Площа — 14,32 км2. Населення становить 555 ос. (станом на 31 грудня 2020).

## Галерея

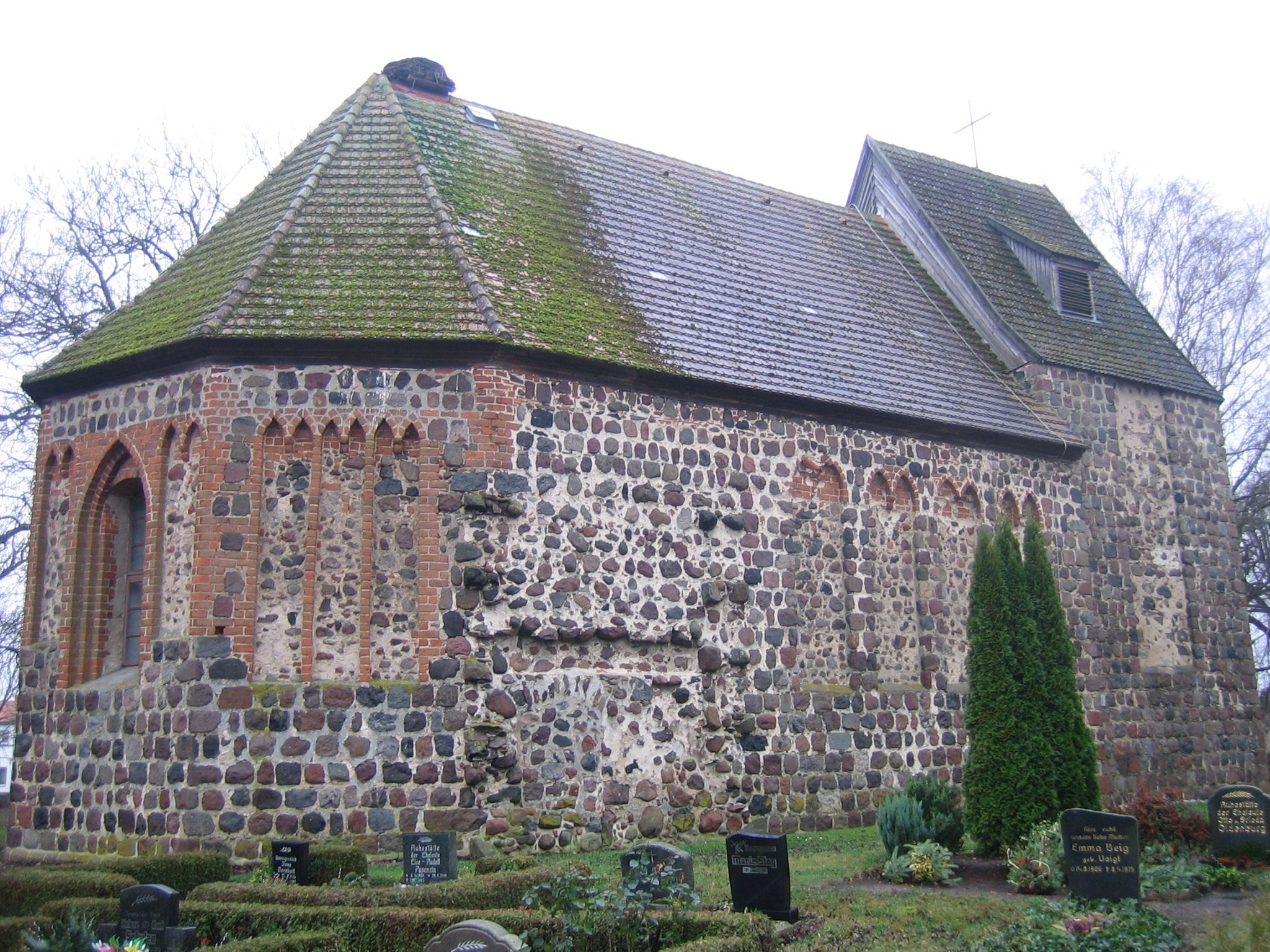